# Ягодняк
45°42′ пн. ш. 18°35′ сх. д. / 45.7° пн. ш. 18.58° сх. д.
Ягодняк (хорв. Jagodnjak) – громада і населений пункт в Осієцько-Баранській жупанії Хорватії.

## Населення
Населення громади за даними перепису 2011 року становило 2 023 осіб. Населення самого поселення становило 1299 осіб.
Динаміка чисельності населення громади:
Динаміка чисельності населення центру громади:

## Населені пункти
Крім поселення Ягодняк, до громади також входять: 
- Болман
- Майське Медже
- Новий Болман

## Клімат
Середня річна температура становить 11,05°C, середня максимальна – 25,29°C, а середня мінімальна – -5,92°C. Середня річна кількість опадів – 630 мм.
| Клімат поселення                              | Клімат поселення | Клімат поселення | Клімат поселення | Клімат поселення | Клімат поселення | Клімат поселення | Клімат поселення | Клімат поселення | Клімат поселення | Клімат поселення | Клімат поселення | Клімат поселення | Клімат поселення |
| Показник                                      | Січ.             | Лют.             | Бер.             | Квіт.            | Трав.            | Черв.            | Лип.             | Серп.            | Вер.             | Жовт.            | Лист.            | Груд.            |                  |
| Середній максимум, °C                         | 5,82             | 7,76             | 12,44            | 17,13            | 22,41            | 25,26            | 25,29            | 24,87            | 20,61            | 15,17            | 9,18             | 5,28             |                  |
| Середня температура, °C                       | −0,06            | 1,90             | 6,60             | 11,28            | 16,55            | 19,41            | 21,38            | 20,97            | 16,70            | 11,30            | 5,25             | 1,35             |                  |
| Середній мінімум, °C                          | −5,92            | −3,94            | 0,73             | 5,39             | 10,67            | 13,55            | 17,45            | 17,05            | 12,80            | 7,35             | 1,35             | −2,56            |                  |
| Норма опадів, мм                              | 39               | 34               | 36               | 48               | 60               | 80               | 62               | 60               | 50               | 53               | 60               | 48               |                  |
| Середньомісячна швидкість вітру, м/с          | 2.43             | 2.70             | 2.92             | 2.87             | 2.50             | 2.30             | 2.30             | 2.10             | 2.10             | 2.20             | 2.38             | 2.50             |                  |
| Середньомісячна сонячна радіація, кДж/м²·день | 4194             | 6928             | 10927            | 15512            | 19327            | 21592            | 22131            | 20123            | 14882            | 9328             | 4701             | 3481             |                  |
| --------------------------------------------- | ---------------- | ---------------- | ---------------- | ---------------- | ---------------- | ---------------- | ---------------- | ---------------- | ---------------- | ---------------- | ---------------- | ---------------- | ---------------- |
| Джерело:                                      |                  |                  |                  |                  |                  |                  |                  |                  |                  |                  |                  |                  |                  |